# Zamarada montana
Zamarada montana là một loài bướm đêm trong họ Geometridae.